# 萨利尼利亚斯德武雷瓦
萨利尼利亚斯德武雷瓦，是西班牙卡斯蒂利亚-莱昂布尔戈斯省的一个市镇。总面积23平方公里，总人口52人（2001年），人口密度2人/平方公里。